# 阿瑟森嶺
69°22′S 158°30′E / 69.367°S 158.500°E
阿瑟森嶺（英語：Arthurson Ridge）是南極洲的山嶺，位於奧次地，處於庫克山脈和麥克勞德冰川之間，由美國海軍拍攝照片，現時由南極條約體系管理。